# Vekarainen
Vekarainen eller Vekarajärvi är en sjö i Finland. Den ligger i kommunen Kauhava i landskapet Södra Österbotten, i den centrala delen av landet, 400 km norr om huvudstaden Helsingfors. Vekarainen ligger 66 meter över havet. Arean är 1,6 hektar och strandlinjen är 0,55 kilometer lång. Sjön  ingår i Purmo å huvudavrinningsområde.   I omgivningarna runt Vekarainen växer i huvudsak blandskog.